# Bernat Maria Cerdó i Carbonell
Bernat Maria Cerdó i Carbonell (Muro, Mallorca, 11 de març de 1874 - Mallorca, 22 de març de 1951) fou compositor d'origen mallorquí.

## Biografia
Va ser nomenat sacerdot l'any 1898, i va assumir el càrrec de rector al convent de Muro. Com a segon director de l'Orfeó Mallorquí, va destacar com a compositor, escrivint diverses peces corals, incloent-hi entre la seva producció himnes, misses i cançons, entre altres obres.
Es conserven obres seves als fons musicals de la catedral-basílica del Sant Esperit de Terrassa (TerC), com ara la Missa d’Angelis per a 2 veus i orgue. També, es conserven obres seves al fons musical de la Catedral de Girona (GirC), com ara la Cobla Venid y vamos todos per a 3 veus i harmònium. Així mateix, es conserva el Càntic Invocaciones a la Sagrada Familia per a 3 veus i acompanyament al fons de la basílica de Santa Maria de Castelló d’Empúries (CaeSM) el qual també es conserva al fons de l'església parroquial de Santa Eulàlia de Berga (BerSE) així com la Pregaria a la Virgen per a 1 veu i acompanyament.
D'altra banda, Cerdó va compondre diverses obres per a veu i acompanyament, com ara A la Virgen de los Dolores, per a cor i piano; A la Virgen Dolorosa, per a veu i piano; Padre Nuestro, per a veu i orgue; Trisagio a la Santísima Trinidad, per a mezzosoprano, soprano o baríton i harmònium.